# Khánh Phương
Phạm Khánh Phương (sinh ngày 4 tháng 11 năm 1981), thường được biết đến với nghệ danh Khánh Phương, là một nam ca sĩ người Việt Nam. Anh từng là người sáng lập và cựu thành viên của nhóm nhạc MP5, và chính thức bước vào con đường hát đơn của mình từ năm 2006.

## Thân thế & sự nghiệp
Khánh Phương có nguyên quán tại huyện Tứ Kỳ, tỉnh Hải Dương nhưng sinh ra và lớn lên tại Thành phố Hồ Chí Minh, Việt Nam.. Anh sinh ra trong một gia đình khá giả, có bố và mẹ là doanh nhân thành đạt, anh có một anh trai hiện đang là giảng viên trường Đại học Kinh tế Thành phố Hồ Chí Minh.
Khánh Phương tốt nghiệp đại học với 3 bằng đại học là Ngữ văn Trung Quốc, Ngữ văn Báo chí và một bằng ở Đại học Luật Thành phố Hồ Chí Minh. Ngoài ra anh cũng từng theo học cử nhân ngành Ngôn ngữ Anh, nhưng vì bận rộn công việc ca hát và kinh doanh nên anh đã bỏ dở bằng đại học này.

## Danh sách đĩa nhạc
- Và Khánh Phương vẫn hát (2006) (Vol 1) (CD)
- Mưa thủy tinh (2007) (Vol 2) (CD,DVD)
- Khánh Phương không phải Jay Chou (2009) (Vol 3) (CD,DVD)
- Tôi là A Fang (2009) (DVD Vol 3)
- Điều ước của hoa hồng (2010) (Vol 4) (CD)
- Lỗi tại ai (2010)
- A Fang online (2011)
- Nước mắt vì sao rơi (2011)
- Anh rất yêu em (2013)
- Đành thôi quên lãng (2013)
- Món quà sinh nhật (2013)
- Một người cô đơn (2014)
- Để anh phía sau em (2014)
- Lỗi lầm mang em đi (2015)
- Afang Remix Master (2016)
- Xin em đừng đi (Single 2016)
- Cả Hai Cùng Khóc (2017)
- Nơi Cuối Con Đường (2018)
- Độ Ta Không Độ Nàng (2019)
- Không Đủ Nhẫn Tâm (2024)[3]

## Các giải thưởng đã nhận
- Top 10 album của năm trên Zing Mp3 2010
- Top 10 Bài hát của năm trên Zing Mp3 2010 (Tựa Vào Vai Anh)
- Ca sĩ yêu thích trên kênh truyền hình iTV (2008 - 2014)
- Ca sĩ có bài hát đứng top 1 nhiều tuần nhất trên kênh iTV (Chiếc Khăn Gió Ấm) (26 tuần)
- Ca sĩ có nhiều MV từng đứng Top 1 trên iTV nhất (25 MV)
- Giải mai vàng Top 10 Ca sĩ hát nhạc nhẹ được yêu thích nhất 2010
- Giải thưởng Top hit MV Mong Em Thứ Tha năm 2018
- Chiến thắng Ơn giời cậu đây rồi! (Mùa 8 - Tập 14)